# Wandjina

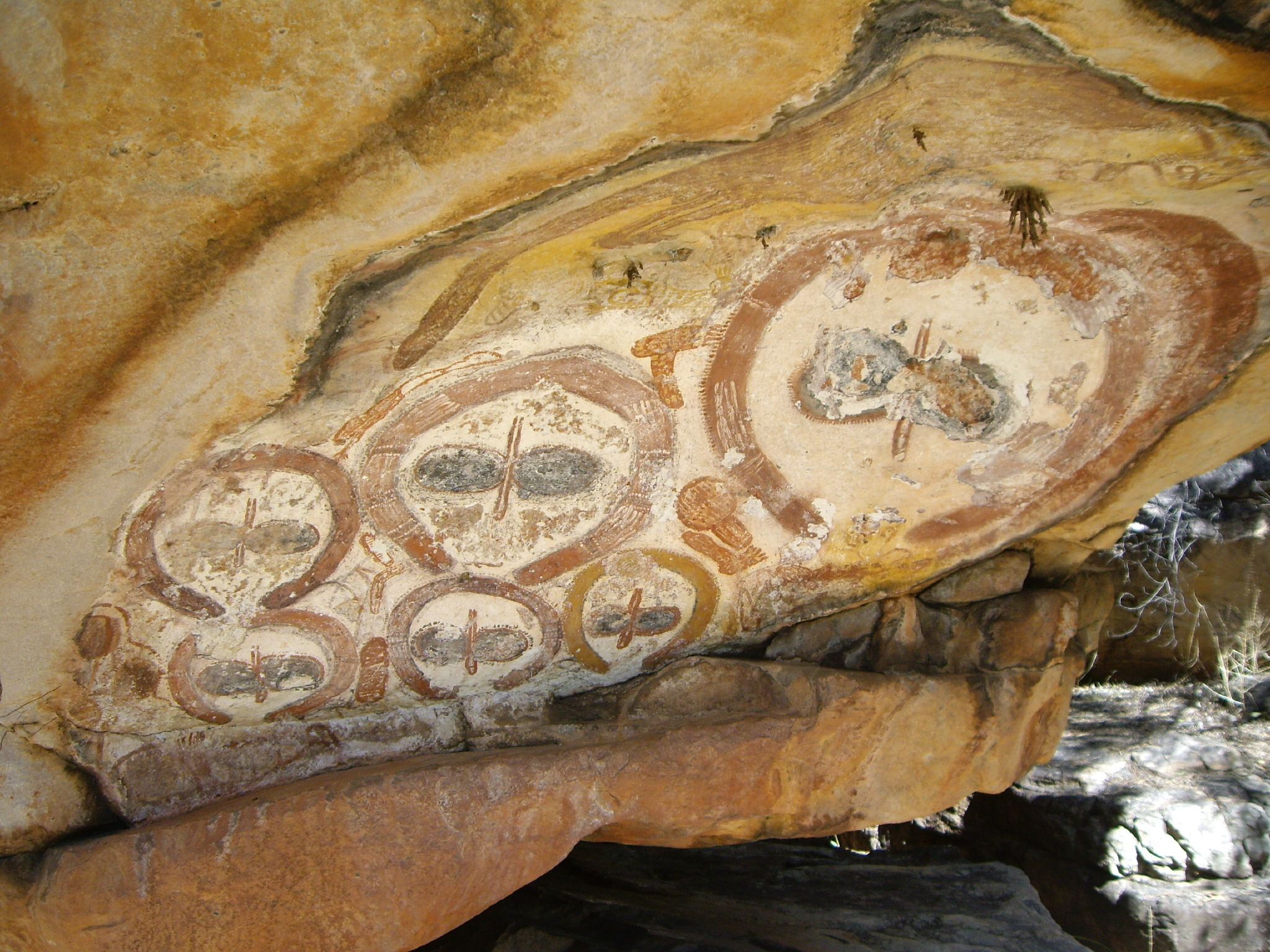
Wandjina klippmålning.

Wandjina eller Wondjina är en gudom eller grupp av gudomligheter i Oceaniens mytologi hos urinvånarna i Australien. 
Det sägs om Wandjina att de gick in i klipporna för att dö, och de avbildas därför i de välkända klippmålningarna i horisontellt läge. Wandjina omtalas också som en ursprungsgud i drömtiden, det förflutna som saknar tid.